# Blaesoxipha lanei
Blaesoxipha lanei är en tvåvingeart som först beskrevs av Guilherme A.M.Lopes 1938.  Blaesoxipha lanei ingår i släktet Blaesoxipha och familjen köttflugor. Inga underarter finns listade i Catalogue of Life.